# Gonomyia kertesziana
Gonomyia kertesziana là một loài ruồi trong họ Limoniidae. Chúng phân bố ở miền Australasia.